# Agios Dometios
Agios Dometios (em grego:  Άγιος Δομέτιος) é uma cidade localizada no distrito de Nicósia, Chipre. Com população de 12,456 habitantes pelo censo de 2011.